# Cedrorestes crichtoni
Cedrorestes crichtoni (lat. “habitante de la Montaña Cedar de Michael Crichton”)  es la única especie conocida del género extinto Cedrorestes, un dinosaurio ornitópodo hadrosauriforme que vivió a principios del período Cretácico en el Barremiense, hace aproximadamente entre 130 y 125 millones de años en lo que es hoy Norteamérica.

## Descripción
Pudiendo ser un hadrosáurido basal o un derivado no-hadrosáurido iguanodóntido, Cedrorestes fue un gran herbívoro de alrededor de 6 metros de largo y 1500 kilogramos de peso, capaz de moverse como bípedo o cuadrúpedo. Las estructuras de las caderas indican que tenía una estructura muscular similar a la de los hadrosáuridos, pero las diferencias en los movimientos con los iguanodóntidos, si hay alguna no son claras aún. Para una detallada descripción de la paleobiología de cedrorestes es necesario fósiles más completos.

## Descubrimiento e investigación
Cedrorestes está basado en el holotipo DMNH 47994, un esqueleto parcial que incluye fragmentos de costillas, el sacro, ilion izquierdo y una porción del derecho, la tibia derecha, el tercer metatarsal derecho, y fragmentos de tendones osificados.  Estos fragmentos fueron encontrados en la parte más superficial del miembro Yellow Cat Member de la Formación Cedar Mountain, en el centro este de Utah.  Estos estaban contenidos en sedimentos calcáreos y arcilla, y mostraban evidencia de daños anteriores al ser enterrados, ya sea por el clima o por haber sido aplastados.
La etimología del nombre genérico es del latín cedrus (cedr-)  Cedro + del Idioma Griego oros- Montaña y sufijo -etes significando habitante proveniente de la Formación Montaña Cedar donde fuera encontrado, más específicamente en el miembro Yelow Cat en Utah. El epíteto específico crichtoni hace referencia a Michael Crichton, autor de Parque Jurásico y El mundo perdido.

## Clasificación
Este género se aparta de otros iguanodontia por la combinación de un ilion alto como en el  Iguanodon, con un largo proceso anatómico lateral sobre y a los lados del acetábulo y una superficie de contacto con el isquion, que se ve en los hadrosáuridos. David Gilpin y sus coautores, quienes describen al espécimen, notaron que el largo proceso es diagnóstico de Hadrosauridae, e interpretan que la mezcla de caracteres anatómicos en Cedrorestes como evidencia de que se encuentra cerca de la separación entre los hadrosáuridos e iguanodónidos. Ellos colocaron al nuevo género dentro de Hadrosauridae, como un miembro basal.

## Paleobiología
El Miembro Yellow Cat de la Formación Cedar Mountain es conocida por varios dinosaurios que incluyen al  terópodo celurosauriano nedcolbertia, al dromeosáurido utahraptor, saurópodo braquiosáurido cedarosaurio, y al pesadamente armado anquilosáurido gastonia.